# Lista över penningreformister
Detta är en lista över kända penningreformister genom tiderna. 

## Födda på 1700- och 1800-talet
| Person                            | Yrke/position           | Känd för/förespråkar/perspektiv            | Viktigaste bok/skrift             |
| --------------------------------- | ----------------------- | ------------------------------------------ | --------------------------------- |
| Jacob Coxey (1854-1951)           | Amerikansk politiker    | En protestmarch mot bankerna.              |                                   |
| Benjamin Franklin (1706-1790)     | Vetenskapsman/politiker |                                            |                                   |
| Andrew Jackson (1767-1845)        | Amerikansk politiker    | Bankmotstånd (särskilt mot centralbanken)  |                                   |
| Clifford Hugh Douglas (1879-1952) | Ingenjör, författare    | Skaparen av Social Credit-teorin           | Economic Democracy, Social Credit |
| Gerry McGeer (1888-1947)          | Amerikansk politiker    |                                            |                                   |
| Abraham Lincoln (1809-1865)       | Amerikansk president    | Utgivningen av Demand Notes ("Greenbacks") |                                   |

## Födda på 1900-talet
| Person                         | Yrke/position                           | Känd för/förespråkar/perspektiv                                                                    | Viktigaste bok/skrift/video                        |
| ------------------------------ | --------------------------------------- | -------------------------------------------------------------------------------------------------- | -------------------------------------------------- |
| Ellen Hodgson Brown            | Författare                              | Att fler amerikanska delstater skall starta egna banker i stil med Bank of North Dakota.           | Bankerna och skuldnätet                            |
| Herman Daly                    | Ekologisk ekonom                        | Nolltillväxt, jämlikhet, medborgarlön, penningreform, max- och mininkomst, befolkningsreformer mm. | Steady-State Economics                             |
| Bill Still (1948-)             | Filmproducent, författare               | Menar att statsskuld ej behövs                                                                     | Money Masters, Secret of Oz, No more national debt |
| Dennis Kucinich (1946-)        | Amerikansk politiker                    | The Need Act                                                                                       |                                                    |
| Stephen Zarlenga               |                                         | Arbetet inom American Monetary Institute (AMI)                                                     | The Lost Science of Money                          |
| Richard Douthwaite (1942-2011) | Ekologisk ekonom                        | Lokala valutor och penningreform                                                                   | Short Curcuit, The Ecology of Money                |
| Michael Rowbotham (1946-)      | Författare                              | Penningreform, globaliseringskritik, skuldavskrivning                                              | The Grip of Death, Goodbye America                 |
| Joseph Huber (1946-)           | Ekonom                                  | Penningreform och ekomodernism                                                                     | Plain Money, Creating new money                    |
| James Robertson                | Ekonom                                  | Penningreform, landskatt, medborgarlön                                                             | Creating New Money                                 |
| Margrit Kennedy                | Arkitekt, författare                    | Räntefri ekonomi (Markreform/landskatt, skattereform och användaravgift på pengar) lokala valutor  |                                                    |
| Richard C. Cook                | Författare och f.d. regeringsanalytiker | Penningreform och basinkomst i C.H. Douglas anda.                                                  | We Hold These Truths: The Hope of Monetary Reform  |
| Ben Dyson                      | Grundare av Positive Money              | | Medförfattare till Modernising Money               |